# رزا بونور
رُزا بونور (به فرانسوی: Rosa Bonheur)؛ با نام اصلی ماری-روزالی بونور (به فرانسوی: Marie-Rosalie Bonheur)؛ ۱۶ مارس ۱۸۲۲ – ۲۵ مه ۱۸۹۹ نقاش و تندیس‌ساز واقع‌گرای فرانسوی بود که آثار برجسته‌ای در ژانر هنر حیوانات از وی باقی‌مانده‌است. بونور مشهورترین نقاش زن در سدهٔ ۱۹ میلادی بود.
بونور آشکارا لزبین بود. او بیش از ۴۰ سال با شریک زندگی خود ناتالی میکاس زندگی کرد و پی از مرگ او با نقاش آمریکایی آنا الیزابت کلمپک رابطه برقرار کرد.
رزا بونور در ۱۶ مارس سال ۱۸۲۲ در بوردو فرانسه به دنیا آمد. تحصیلات اولیه هنری او توسط پدرش که یک نقاش منظره گمنام بود، تسهیل شد. باوجود اینکه آرزوهای بونور برای کار حرفه‌ای در هنر برای زنان آن زمان نامتعارف بود، او طی سال‌ها، با مطالعه دقیق و تهیه طرح‌ها، پیش از جاودانه کردن آن‌ها روی بوم از نزدیک توسعه سنت‌های هنری را دنبال می‌کرد.
بونور به عنوان یک نقاش و مجسمه‌ساز حیوانات، تا دهه ۱۸۴۰ شهرت قابل توجهی یافت و بسیاری از آثار او در سالن معتبر پاریس از ۱۸۴۱ تا ۱۸۵۳ به نمایش گذاشته شد. محققان معتقدند نمایشگاهی از «شخم‌زدن زمین زراعی با گاوآهن در نی‌ورنه» در سال ۱۸۴۹، او را به عنوان یک هنرمند حرفه ای معرفی کرد.
در سال ۱۸۵۳، بونور با نقاشی خود «نمایشگاه اسب»، که بازار اسب برگزار شده در پاریس را به تصویر می‌کشید، تحسین بین‌المللی را به دست آورد. این نقاشی به عنوان شناخته‌شده‌ترین اثر او، در موزه متروپولیتن نیویورک در معرض نمایش است. برای گرامیداشت این نقاشی مشهور، امپراتور فرانسوی اوژنی در سال ۱۸۶۵ به بونور نشان لژیون افتخار - یکی از معتبرترین جوایز کشور را اعطا کرد.

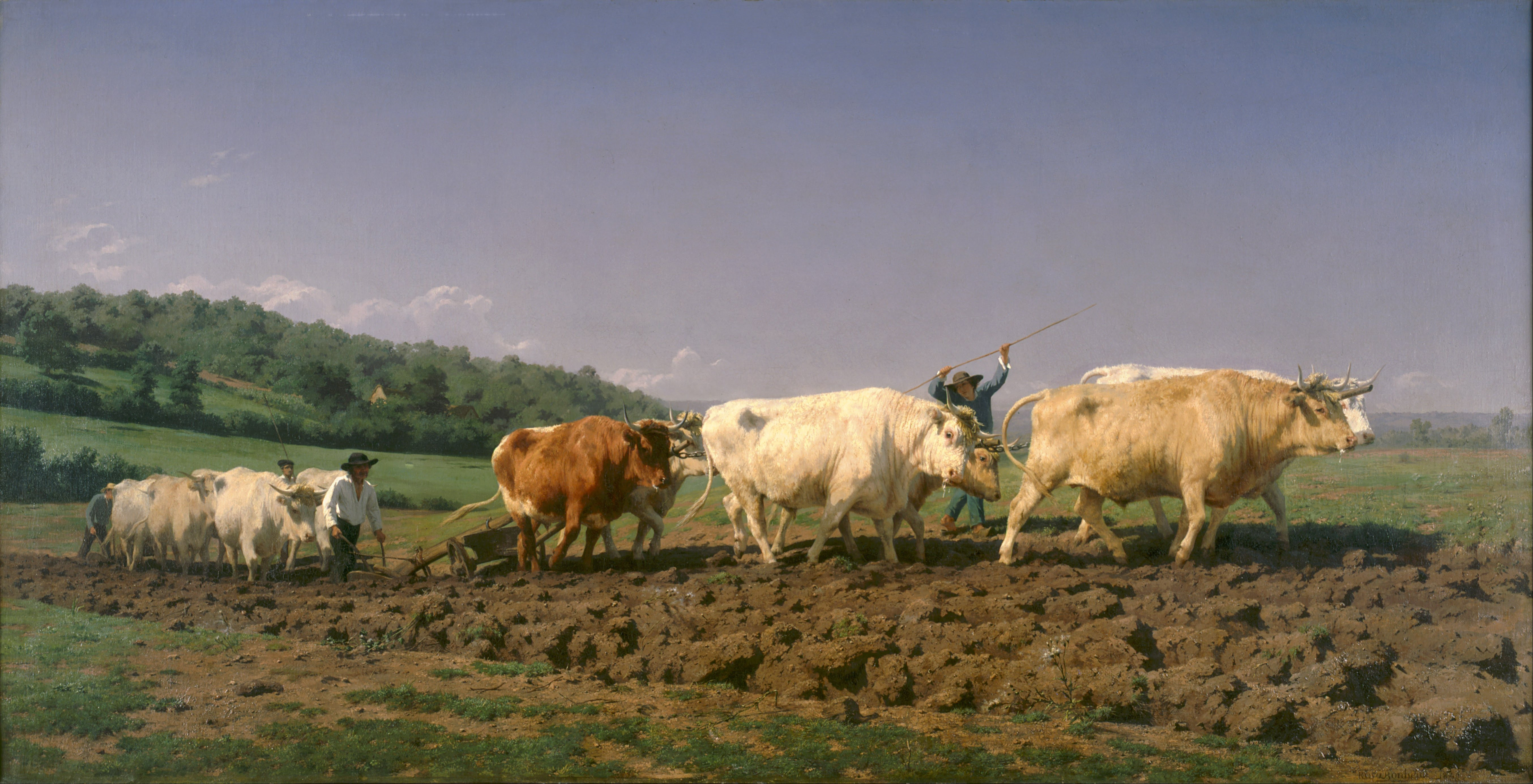
شخم‌زدن زمین زراعی با گاوآهن در نی‌ورنه، نام اثری است در ژانر هنر حیوانات، اثر رزا بونور به‌سال ۱۸۴۹ میلادی. این اثر اکنون در مالکیت موزه اورسی قرار دارد.

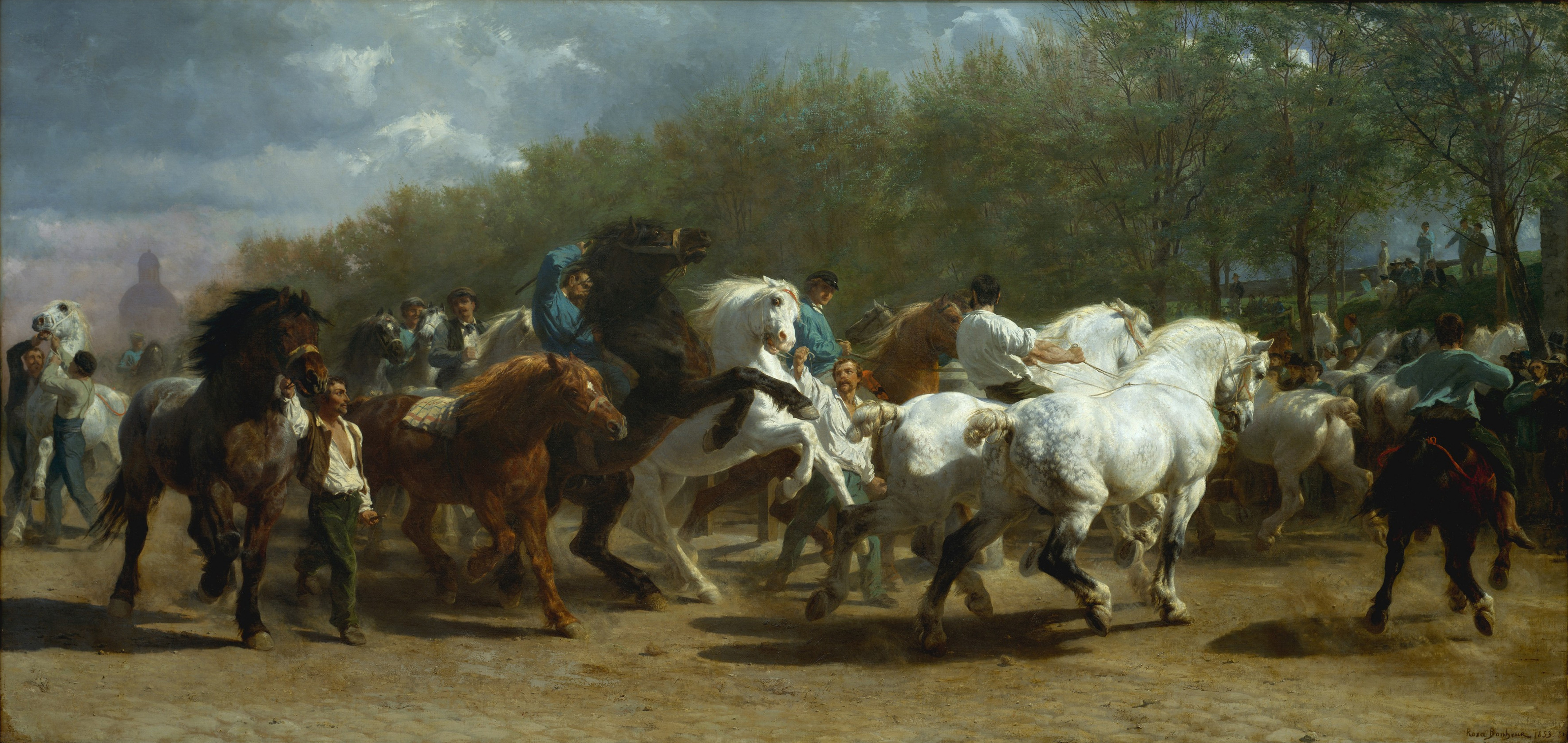
نمایشگاه اسب، نام اثری است در ژانر هنر حیوانات، اثر رزا بونور که بین سال‌های ۱۸۵۲ تا ۱۸۵۵ میلادی خلق شد. این اثر اکنون در مالکیت موزه متروپولیتن نیویورک قرار دارد.